# Epibryon pulchellum
Epibryon pulchellum är en svampart som beskrevs av Döbbeler 2003. Epibryon pulchellum ingår i släktet Epibryon och familjen Pseudoperisporiaceae.   Inga underarter finns listade i Catalogue of Life.